# Centrum biologické ochrany Těchonín
Centrum biologické ochrany Těchonín je speciální nemocniční zařízení Armády České republiky, nacházející se ve Stanovníku, části obce Těchonín v okrese Ústí nad Orlicí. Centrum spadá pod Odbor biologické ochrany Těchonín, jenž je součástí Vojenského zdravotního ústavu.

## Historie
V 60. a 70. letech 20. století byl na území Těchonína, poblíž osady Stanovník, vybudován Vojenský ústav hygieny epidemiologie a mikrobiologie. Ústav vznikl v prostoru bývalých mírových kasáren z roku 1938, určených pro I., V. a VI. prapor hraničářského pluku 19, tedy jednotky obsazující blízké těžké opevnění.
V letech 2003–2007 byl areál nákladem 1,2 miliardy Kč přebudován a modernizován na Centrum biologické ochrany, zaměřené na zvlášť nebezpečné nemoci se stupni biologického rizika BSL 3 (například korejská hemoragická horečka, tyfus[nepřesný odkaz], HIV, tuberkulóza, SARS nebo anthrax) a BSL 4 (například lassa, variola nebo ebola), a to smluvně i pro některé další země Severoatlantická aliance. Nemocnice je dlouhodobě udržována v pohotovosti, pacienti se v ní vyskytli jen ojediněle, například zde byli několik dní na vyšetření a pozorování vojáci po návratu ze zahraničních misí. Roční provozní náklady udává ministerstvo obrany ve výši 126 milionů Kč, podle některých zdrojů však musí být mnohem vyšší. Zařízení nemá smlouvy se zdravotními pojišťovnami, činnost je hrazena ze státního rozpočtu. Zaměstnává i řadu místních lidí.